# Cocteau Twins
Cocteau Twins — шотландський рок-гурт, що існував з 1979 по 1997 рік. Гурт був заснований у місті Ґрейнджмут Робіном Ґатрі (гітари, драм-машина) та Віллом Геґі (бас), у 1981 році до них приєдналася Елізабет Фрейзер (вокал), а у 1983 році Геґі замінив мультиінструменталіст Саймон Реймонд. Гурт заслужив похвалу критиків за своє ефемерне, насичене ефектами звучання та сопрано Фрейзер, чиї тексти часто уникають будь-якої впізнаваної мови. Вони стали піонерами альтернативного піджанру дрім-попу 1980-х років і допомогли визначити те, що згодом стане шуґейзом.
Підписавши контракт з британським лейблом 4AD у 1982 році, вони випустили свій дебютний альбом Garlands пізніше того ж року. 1983 року приєднання Реймонда закріпило остаточний склад гурту, який випустив їхній найбільший хіт у Великій Британії «Pearly-Dewdrops' Drops», що посів 29 місце в UK Singles Chart. У 1988 році Cocteau Twins підписали контракт з Capitol Records у США, розповсюджуючи свій п'ятий альбом Blue Bell Knoll через найбільший лейбл країни. Після виходу у 1990 році їхнього найбільш визнаного критиками альбому Heaven or Las Vegas, гурт покинув 4AD і перейшов на лейбл Fontana Records, де випустив свої останні два альбоми.
Після майже 20 років спільної роботи гурт розпався у 1997 році, частково через проблеми, пов'язані з розпадом романтичних стосунків Фрейзер і Ґатрі. У 2005 році гурт оголосив, що возз'єднається, щоб стати хедлайнером фестивалю Coachella і вирушити у світове турне, але через місяць возз'єднання було скасовано після того, як Фрейзер «не змогла змусити себе працювати з Ґатрі». В інтерв'ю 2021 року Реймонд заявив, що Cocteau Twins «ніколи не реформуються».

## Історія

### 1979—1983: Ранні роки
Ґатрі і Геґі, обидва з Гренджмута, Шотландія, заснували гурт у 1979 році. 1981 року на місцевій дискотеці The Hotel International вони познайомилися з 17-річною Фрейзер, коли Ґатрі працював діджеєм, і вона стала вокалісткою гурту.
Актор серіалу Доктор Хто Пітер Капальді згадував, що Cocteau Twins виступали на розігріві у його гурту The Dream Boys на концерті в готелі в Гренджмуті, після якого він не заплатив їм, тому що збори за вхідні двері не покрили вартість оренди його фургона.
Перед випуском дебютного альбому гурт записав чотири треки для Джона Піла у червні 1982 року, включаючи «Wax and Wane» та «Garlands». Їхній дебютний лонгплей Garlands, випущений лейблом 4AD у липні 1982 року, миттєво здобув успіх, посівши 2 місце у британському чарті інді-альбомів. Журнал Sounds писав, що стиль гурту «змішує сильні впливи Siouxsie and the Banshees та Joy Division», Дон Вотсон з NME порівнював його з готик-рок гуртами, такими як Gene Loves Jezebel та Xmal Deutschland, а Сью Каммінгс з журналу Spin порівнювала його з Siouxsie and the Banshees та Bauhaus, після чого у жовтні вийшов мініальбом Lullabies. У квітні 1983 року гурт випустив другий мініальбом Peppermint Pig.
Звучання Cocteau Twins на перших трьох записах ґрунтувалося на поєднанні ритмічних басових партій Геґі, мінімалістичних гітарних мелодій Ґатрі та голосу Фрейзер. Наступний повноформатний лонгплей, Head over Heels, спирався виключно на останні два компоненти, після дружнього відходу Геґі після туру, який відбувся після виходу Peppermint Pig (пізніше він приєднався до гурту Lowlife). Це призвело до характерного для Cocteau Twins звучання: голос Фрейзер, то ефірний, то оперний, у поєднанні з дедалі більш насиченою ефектами гітарною грою Ґатрі (який часто говорив, що його набагато більше цікавить те, як записана гітара, ніж власне ноти, які він грає, хоча пізніше він зізнавався, що його залежність від ефектів і нашарувань спочатку була зумовлена його власними технічними обмеженнями).
У 1983 році гурт брав участь у проєкті 4AD This Mortal Coil, який породив кавер-версію пісні Тіма Баклі «Song to the Siren» (у виконанні Ґатрі та Фрейзер). Незважаючи на те, що кавер вийшов під назвою This Mortal Coil, згодом він став одним з найвідоміших треків Cocteau Twins. Під час сесій This Mortal Coil Ґатрі та Фрейзер познайомилися з іншим учасником проєкту, мультиінструменталістом Саймоном Реймондом (колишнім учасником Drowning Craze), який приєднався до Cocteau Twins пізніше того ж року.

### 1984—1989: Зростання до слави
З Реймондом гурт випустив серію схвалених критиками альбомів та мініальбомів, які досліджували їхній новий стиль. Серед них The Spangle Maker (1984), Treasure (1984), Aikea-Guinea (1985), Tiny Dynamine (1985), Echoes in a Shallow Bay (1985) та Love's Easy Tears (1986). Реймонд, якого запросили для роботи над другим альбомом This Mortal Coil, не брав участі у записі четвертої платівки Cocteau Twins, Victorialand (1986), переважно акустичного альбому, в якому брали участь лише Ґатрі та Фрейзер. Реймонд повернувся до гурту для запису альбому The Moon and the Melodies (1986), спільного з ембієнт-композитором Гарольдом Баддом, який не був випущений під ім'ям Cocteau Twins.
У 1985 році 4AD підписав угоду з лейблом Relativity Records на розповсюдження релізів Cocteau Twins у США та на інших територіях. На честь цієї події була випущена компіляція The Pink Opaque (1985), яка познайомила нову, більш широку аудиторію з бек-каталогом гурту.
Залишаючись гуртом 4AD на міжнародному рівні, Cocteau Twins нарешті підписали контракт з лейблом Capitol Records у 1988 році для дистрибуції у США і випустили свій п'ятий альбом Blue Bell Knoll у вересні того ж року. «Carolyn's Fingers» активно крутили на американських радіостанціях, він посів 2-е місце в чарті Alternative Songs від Billboard.

### 1990—1994: Мейнстрімний успіх
Гурт випустив Heaven or Las Vegas на початку 1990-го. Найбільш комерційно успішний з їхніх численних записів, альбом досяг сьомого місця в UK Albums Chart одразу після виходу. Незважаючи на успіх платівки і подальших концертних турів, не все було гаразд у колективі. Вони розійшлися з 4AD після Heaven or Las Vegas частково через конфлікти із засновником лейблу Іво Воттс-Расселом, а також були близькі до розпаду через внутрішні проблеми, значною мірою пов'язані зі зловживанням Ґатрі наркотичними речовинами.
Перебуваючи в міжнародному турне на підтримку Heaven or Las Vegas, гурт підписав новий контракт на запис з дочірньою компанією Mercury Records Fontana для Великої Британії та інших країн, зберігаючи при цьому свої відносини з Capitol в США. У цей час вони додали до свого гастрольного складу кілька живих музикантів, щоб краще відтворити багатошарове звучання своїх студійних альбомів. У 1991 році 4AD і Capitol випустили бокс-сет, до якого увійшли міні-альбоми гурту з 1982 по 1990 роки, а також бонусний диск з рідкісним і раніше невиданим матеріалом.
У Фрейзер і Ґатрі народилася донька Люсі Белль у 1989 році. Пара розірвала свої 13-річні стосунки у 1993 році. Сьомий альбом гурту, Four Calendar Café, перший після розлучення Фрейзер і Ґатрі, вийшов наприкінці 1993. Гурт пояснював, що Four Calendar Café був відповіддю на потрясіння, які охопили їх у попередні роки, коли Ґатрі пройшов реабілітацію і зав'язав з алкоголем і наркотиками, а Фрейзер проходила курс психотерапії.

### 1995—1997:Milk & Kissesта розпад
1995 рік ознаменувався випуском двох нових мініальбомів: Twinlights та Otherness. Деякі треки на Twinlights та Otherness були версіями пісень з восьмого альбому гурту, Milk & Kisses (1996). На платівку повернулися більш важкі гітари, а Фрейзер знову почала приховувати свої тексти, хоча і не повністю. З альбому було взято два сингли: «Tishbite» і «Violaine»; обидва існують у двох CD-версіях, з різними бі-сайдами на кожному. Гурт, доповнений ще одним гітаристом і барабанщиком, багато гастролював на підтримку альбому, який став останнім для Mercury/Fontana. Нова пісня «Touch Upon Touch», яка дебютувала під час живих виступів і була записана пізніше у 1996 році, також стала однією з двох пісень, написаних і аранжованих Фрейзер, Ґатрі і Реймондом для китайської поп-співачки Фей Ван для її китайського альбому Fuzao, випущеного у червні 1996 року, інша пісня — «Tranquil Eye» з альбому Violaine, випущеного у жовтні 1996 року.
У 1997 році, під час запису свого дев'ятого альбому, тріо розпалося через непримиренні розбіжності, частково пов'язані з розставанням Ґатрі та Фрейзер. Хоча деякі пісні були частково записані і, можливо, завершені, гурт заявив, що вони, швидше за все, ніколи не будуть завершені або випущені в будь-якій формі.

### 1998—дотепер: Після розпаду

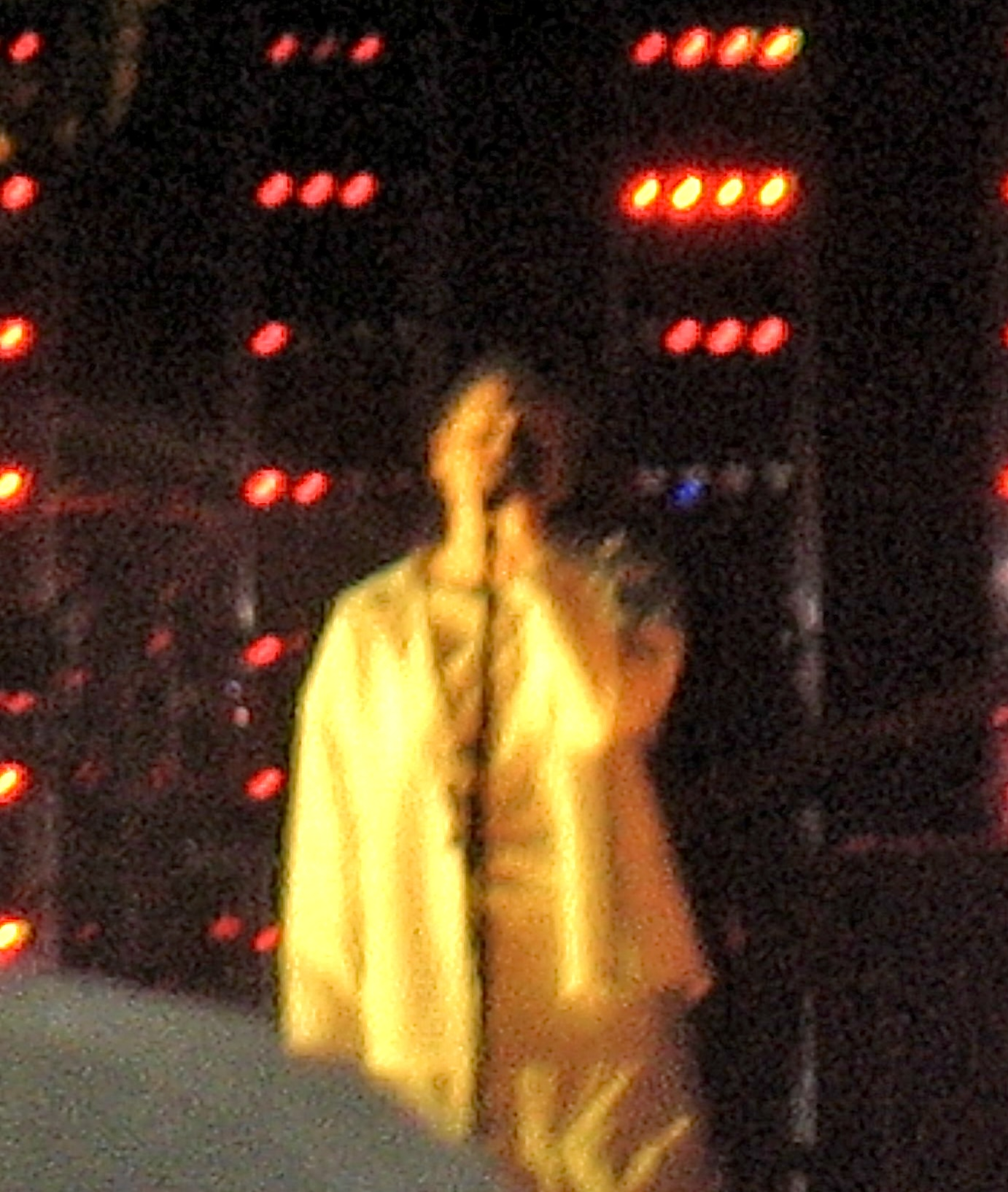
Солістка Елізабет Фрейзер під час виступу наживо у 2006 році

У 1999 році Bella Union, лейбл звукозапису, заснований Ґатрі та Реймондом, випустив подвійну компіляцію Cocteau Twins під назвою BBC Sessions. Збірка є повним записом виступів гурту на британських радіопрограмах з 1982 по 1996 рік, з рідкісними та невиданими матеріалами. У 2000 році 4AD випустили Stars and Topsoil, компіляцію вибраних учасниками гурту пісень, які були випущені за роки їхньої співпраці з 4AD; всі записи були ремастировані Ґатрі в цифровому форматі. Нарешті, у 2003 році, після Stars and Topsoil, 4AD випустили цифрові ремастерингові версії перших шести лонгплеїв Cocteau Twins.
31 січня 2005 року Cocteau Twins оголосили, що вони реформуються, щоб виступити на фестивалі музики та мистецтв у долині Коачелла 30 квітня 2005 року, а пізніше повідомили, що будуть додані додаткові дати туру. Однак 16 березня реюніон був скасований після того, як Фрейзер оголосила, що не братиме в ньому участі. В інтерв'ю 2009 року Фрейзер сказала, що не може пережити біль від того, що їй доведеться ділити сцену зі своїм колишнім коханим Ґатрі, що стало причиною розпаду гурту у 1997 році. Реймонд розповів, що гурт також забронював 55-денне світове турне, яке принесло б йому 1,5 мільйона фунтів стерлінгів. Пізніше у 2005 році 4AD випустив обмежений тираж у 10 000 примірників під назвою Lullabies to Violaine — 4-дисковий набір, який містить всі сингли і EP, випущені з 1982 по 1996 роки. Невдовзі за цим послідували два 2-дискові набори з тими ж назвами, відомі як Volume 1 і Volume 2.
З березня 2007 року гурт почав вести подкасти з ексклюзивними матеріалами. 6 жовтня 2008 року Cocteau Twins були нагороджені премією Q Awards Inspiration Award, яку вони отримали на рідкісному колективному живому виступі.
У 2022 році Фрейзер, Ґатрі і Реймонд були нагороджені премією Visionary Award Академії Айворс. Фрейзер і Ґатрі були присутні на церемонії нагородження в Лондоні в травні 2022 року, що стало їхньою рідкісною публічною появою з моменту розпаду гурту в 1997 році.

## Сольні роботи

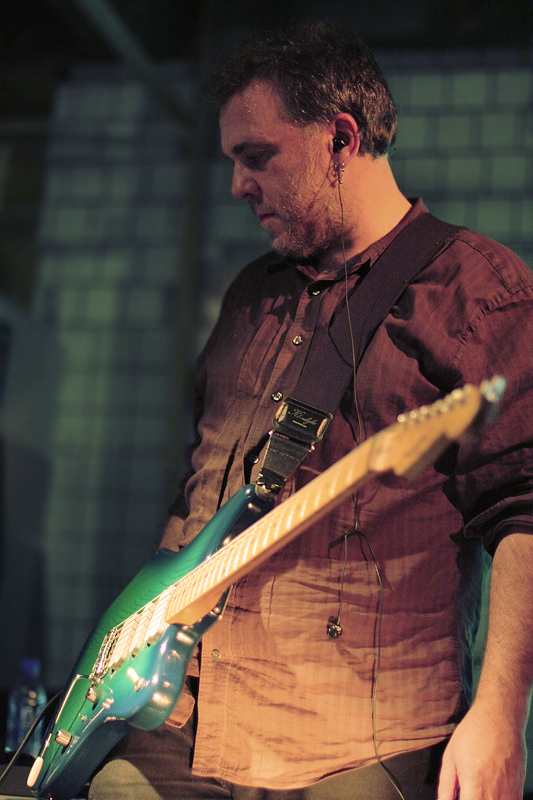
Гітарист Робін Ґатрі під час виступу у 2008 році

Колишні учасники Cocteau Twins залишалися активними в музичному плані протягом багатьох років після розпаду гурту. Окрім заснування Bella Union, Ґатрі та Реймонд продюсували релізи нових гуртів, підписаних на цьому лейблі.
Реймонд випустив сольний альбом Blame Someone Else як перший реліз на лейблі Bella Union. Він також був співпродюсером посмертного альбому Біллі Маккензі з гурту Associates, а потім продюсував кількох артистів Domino Records, таких як Джеймс Йоркстон, Archie Bronson Outfit (яким він згодом керував) і Clearlake. Також він продюсував британський гурт Duke Spirit, лондонський дует Helene, колишнього фронтмена Golden Virgins Лукаса Ренні, а також займався зведенням альбому The End of History Фіона Рігана, номінованого на премію Mercury Prize. На посаді керівника Bella Union він відкрив для себе таких виконавців, як Laura Veirs, Fleet Foxes, Midlake, Lift to Experience, the Low Anthem, I Break Horses, the Czars та Джона Ґранта. Лейбл відомий своїми довгостроковими відносинами з артистами, такими як Beach House, які випустили перші чотири альбоми з Bella Union, а також Dirty Three, Midlake тощо. Реймонд отримав нагороду Незалежна звукозаписна компанія року на церемонії Music Week Awards (за результатами голосування незалежних британських рітейлерів) у 2010, 2012 та 2014 роках.
Ґатрі випустив шість сольних альбомів — Imperial, Continental, Carousel, Emeralds, Fortune і Pearldiving і вісім мініальбомів. Він багато гастролював зі своїм гуртом Violet Indiana, до складу якого входив колишній гітарист Cocteau Twins Міцуо Тейт. Він також написав музику до трьох фільмів — Загадкова шкіра Грегга Аракі (у співпраці з Гарольдом Баддом), 3:19 Nada Es Casualidad Дані Саадіа (мексикансько-іспанське виробництво), а також разом з Греггом Аракі та Гарольдом Баддом створив партитуру та саундтрек до фільму Білий птах в заметілі. Він возз'єднався з Баддом для спільної роботи над двома альбомами Before the Day Breaks і After the Night Falls, а також над альбомами Bordeaux, Winter Garden (співпраця з італійським виконавцем електронної музики Еральдо Берноччі) та Another Flower, який вийшов після смерті Бадда у 2020 році. У 2006 році Ґатрі спродюсував три пісні на лейблі Mahogany's Connectivity. Він також продюсував і грав на гітарі на дебютному альбомі Apollo Heights, White Music for Black People.
Фрейзер записала гостьовий вокал на синглі The Future Sound of London «Lifeforms» (1993), вокал для трьох пісень на альбомі Massive Attack Mezzanine у 1998 році (а також кілька разів гастролювала з ними), а також для інших музичних проктів та гуртів. Вона написала текст і виконала вокал для пісні «Teardrop» гурту Massive Attack, яка була випущена як сингл у 1998 році і досягла 10 місця в британському чарті синглів. Фрейзер виконала вокал для пісні «Lament for Gandalf» у Володаі перснів: Братерство персня. У 2000 році вона співала з Пітером Ґебріелом на Ovo (The Millennium Show). У 2005 році вона працювала з бретонським музикантом Яном Тірсеном над двома піснями для його альбому Les retrouvailles. У 2009 році випустила сингл «Moses» на лейблі Rough Trade. А 2022-го представила мініальбом Sun's Signature з проєктом Sun's Signature разом із Деймоном Рісом.
Ранні записи Cocteau Twins відносять до жанрів готик-рок та постпанк. На момент створення гурту на нього вплинули The Birthday Party (барабанщик Філл Калверт заохотив гурт підписати контракт з 4AD), Sex Pistols, Кейт Буш та Siouxsie and the Banshees (Фрейзер кілька років носила татуювання Сьюзі на руках). Свою назву гурт отримав на честь ранньої пісні Simple Minds «The Cocteau Twins» (пізніше переписаної як «No Cure»). У міру розвитку звучання гурту їхню подальшу музику класифікували як дрім-поп, дарквейв[38 ] та етеріал-вейв.

## Музичний стиль та впливи
Музика Cocteau Twins вплинула на багатьох виконавців у різних жанрах, включаючи Slowdive, Deftones, The Weeknd, Napalm Death, Джона Ґранта, Прінса, Sigur Rós і Massive Attack.

## Учасники
- Елізабет Фрейзер — вокал (1981—1997)
- Робін Ґатрі — гітара, бас, продюсування, драм-машина (1979—1997)
- Віл Геґі — бас (1979—1983)
- Саймон Реймонд — бас, гітари, піаніно (1983—1997)

Гастролюючі музиканти:
- Бен Блейкмен — додаткова гітара (1990—1994)
- Міцуо Тейт — додаткова гітара (1989—1996)
- Бенні Ді Масса — барабани (1994—1996)
- Девід Палфрімен — перкусія (1993—1996)

## Дискографія

### Студійні альбоми
- Garlands (1982)
- Head Over Heels (1983)
- Treasure (1984)
- Victorialand (1986)
- The Moon and the Melodies (з Гарольдом Баддом, 1986)
- Blue Bell Knoll (1988)
- Heaven or Las Vegas (1990)
- Four Calendar Café (1993)
- Milk & Kisses (1996)

### Мініальбоми
- Lullabies (1982)
- Peppermint Pig (1983)
- Sunburst and Snowblind (1983)
- The Spangle Maker (1984)
- Aikea-Guinea (1985)
- Tiny Dynamine (1985)
- Echoes in a Shallow Bay (1985)
- Love's Easy Tears (1986)
- Snow (1993)
- Twinlights (1995)
- Otherness (1995)